# Glenea posticata
Glenea posticata är en skalbaggsart som beskrevs av Charles Joseph Gahan 1894. Glenea posticata ingår i släktet Glenea och familjen långhorningar.
Artens utbredningsområde är:
- Laos.
- Myanmar.

Inga underarter finns listade i Catalogue of Life.